# Jared Thomas Reiner
Jared Thomas Reiner (* 8. April 1982 in Mitchell, South Dakota) ist ein ehemaliger US-amerikanischer Basketballspieler auf der Position des Centers.

## Werdegang
Als Schüler spielte Reiner für die Tripp-Delmont High School im US-Bundesstaat South Dakota. Auf Hochschulebene war Spieler der University of Iowa.
Reiner begann seine Profikarriere 2004 bei den Portland Trail Blazers in der NBA-Summerleague. Sein erstes NBA-Spiel bestritt er während der Saison 2004/2005 bei den Chicago Bulls. In der nächsten Saison stand er bei den Phoenix Suns unter Vertrag, machte aber verletzungsbedingt kein Spiel. Es folgte ein kurzfristiges Engagement in der D-League und in Spanien, bis er schließlich im Februar 2008 vom damaligen deutschen Meister Brose Baskets aus Bamberg verpflichtet wurde. In der Saisonvorbereitung 2008/09 stand er im erweiterten Kader der Philadelphia 76ers, erhielt aber keinen Vertrag und wechselte im Dezember 2008 zurück nach Deutschland zu den Eisbären Bremerhaven. Die Eisbären wurden in jener Saison abgeschlagen Tabellenletzter, während Reiner mit Verletzungen zu kämpfen hatte und nur zwölf Spiele für den Verein bestritt. Wie zuvor bei den 76ers wiederholte sich das Schicksal für Reiner im Herbst 2009, als er bei den Minnesota Timberwolves wiederum nicht den Sprung in den endgültigen Saisonkader schaffte. Nach einem weiteren Engagement in der NBA Development League sowie in der puerto-ricanischen BSN heuerte er für die Saison 2010/11 beim Bundesliga-Aufsteiger BBC Bayreuth an. Er führte die Oberfranken 2010/11 in den statistischen Wertungen Punkte (12,6) und Rebounds (7,8) je Begegnung an und erreichte mit der Mannschaft knapp den Bundesliga-Verbleib.
Nach dem Ende seiner Spielerzeit, in der er unter anderem eine Gesamtzahl von 65 Einsätzen in der deutschen Bundesliga erreichte, ließ sich Reiner mit seiner Familie in Minnesota nieder und wurde beruflich für ein Unternehmen tätig, das medizinische Güter herstellt.

## Größte Erfolge
- 2000: Berufung in die U18-Nationalmannschaft der Vereinigten Staaten
- 2001: Big10 Tournament Meister
- 2002: Big10 Foreign Tour Team
- 2003: Big10 Conference Honorable Mention
- 2007: All-D-League 2nd Team